# شبکه تلویزیونی براعم
شبکه تلویزیونی براعم، یک شبکه پخش‌کننده ۲۴ ساعته برنامه‌های کودکان، برای کوکان در سنین بین سه تا شش سال است.

## برنامه‌ها
- أحلی الصباح
- حروف ورسوم
- فافا
- المرح ألوان
- نام القمر
- الأرقام الجميلة

- اين بو؟
- القط ذو القبعة
- شموسة و بدر
- ميتش ماتش
- خط المساعدة
- تيلا تولا
- ابني و تيل
- أصدقاء نوني
- لماح
- عالم نوني
- رماح
- وسام و دلال
- ميشو
- عالم فرحان
- بابار و مغامرات بادو
- انه عالم كبير
- بالوبو
- جزيرة لولو
- مغامرات نور
- روب الآلي
- يوكي
- حديقة المرح
- حكاية النمر بيرسي
- الحيوانات الآلية
- كيمي
- قطار الديناصور
- بومبا
- مزرعة بيبا
- سامي رجل الإطفاء
- حكايات العم مصلح
- ديم و دام
- لولي
- اباداس
- بورورو البطريق الصغير
- خمن مع بسبس
- هيا نرسم
- روبوكار بولي
- ساحة المرح
- بوب البناء
- تيلا وتولا
- بالي
- مختبر نينا
- بابار ومغامرات بادو
- زينة
- وايبولو
- زيد والعلوم
- عالم فرحان
- أولي الباص الأبيض
- بوو!
- تيمي تايم
- فراولة وصديقاتها
- إيلا بيلا بينغو
- فرانكلين و الأصدقاء
- القط الخشخاش
- بوكويو
- الدنيا روزي
- نانا و طاطا
- مهمة في الفضاء
- بينكي دينكي دو
- نان وليلي
- حكايات العم مصلح